# Herman van Karinthië
Herman van Karinthië (gestorven op 4 oktober 1181) was van 1161 tot 1181 hertog van Karinthië. Hij behoorde tot het huis Sponheim.

## Levensloop
Hij was de tweede zoon van hertog Ulrich I van Karinthië en Judith van Baden, dochter van markgraaf Herman II van Baden. 
Nadat zijn vader in april 1144 stierf, volgde zijn oudere broer Hendrik V hem op als hertog van Karinthië en als markgraaf van Verona. De laatste titel moest Hendrik in 1151 afstaan aan zijn neef markgraaf Herman III van Baden. Nadat Hendrik in 1161 kinderloos was overleden, volgde Herman hem op als hertog. 
Nadat hij officieel was benoemd door keizer Frederik I Barbarossa, vergezelde Herman hem op zijn veldtocht door Italië. Herman probeerde tijdens zijn bewind zijn positie in Karinthië te versterken en had ook grensconflicten met het markgraafschap Stiermarken. Onder zijn bewind breidde Karinthië ook uit in grondgebied. Na zijn dood in 1181 werd hij begraven in de abdij van Sankt Paul im Lavanttal.
Rond het jaar 1173 huwde hij met Agnes van Oostenrijk, weduwe van koning Stefanus III van Hongarije. Ze kregen twee zonen:
- Ulrich II (1176-1202), hertog van Karinthië
- Bernard (1180-1256), hertog van Karinthië